# بوب ولمان
بوب ولمان (بالإنجليزية: Bob Wellman)‏ هو لاعب كرة قاعدة أمريكي، ولد في 25 يوليو 1925 في نوروود في الولايات المتحدة، وتوفي في 20 ديسمبر 1994 في فيلا هيلز في الولايات المتحدة.